# Церква Різдва Пресвятої Богородиці (Підлісне, ПЦУ)
Церква Різдва Пресвятої Богородиці в Підлісному — парафія і храм Бережанського благочиння Тернопільської єпархії Православної церкви України в селі Підлісне Тернопільського району Тернопільської области.

## Історія церкви
Будівництво храму розпочалося у 1991 році з ініціативи настоятеля о. Івана Сіверського та сільської громади, а завершилося у 1999 році. Перший камінь заклали П. Федор, М. Бездух, С. Стефанів, І. Ковалишин, П. Волощук, В. Мазуркевич та М. Тимків. У зведенні стін брали участь мулярі М. Стасів, М. Федор, С. Стефанів, М. Сгасів, П. Тимків, Г. Подуфалий, І. Ковалишин, М. Тимків, В. Мазуркевич, Б. Мицишин, а також усі парафіяни.
Святиню відкрили 2 серпня 1999 року за участю о. Івана Сіверського та священників із сусідніх парафій. За служіння о. Дмитра Рутковського збудували дзвіницю, а під керівництвом о. Андрія Фешанця спорудили фігуру Божої Матері.

## Парохи
- о. Іван Сіверський (1989—1999),
- о. Дмитро Рутковський (1999—2004),
- о. Андрій Фешанець (з 2004).